# Casa Quintana

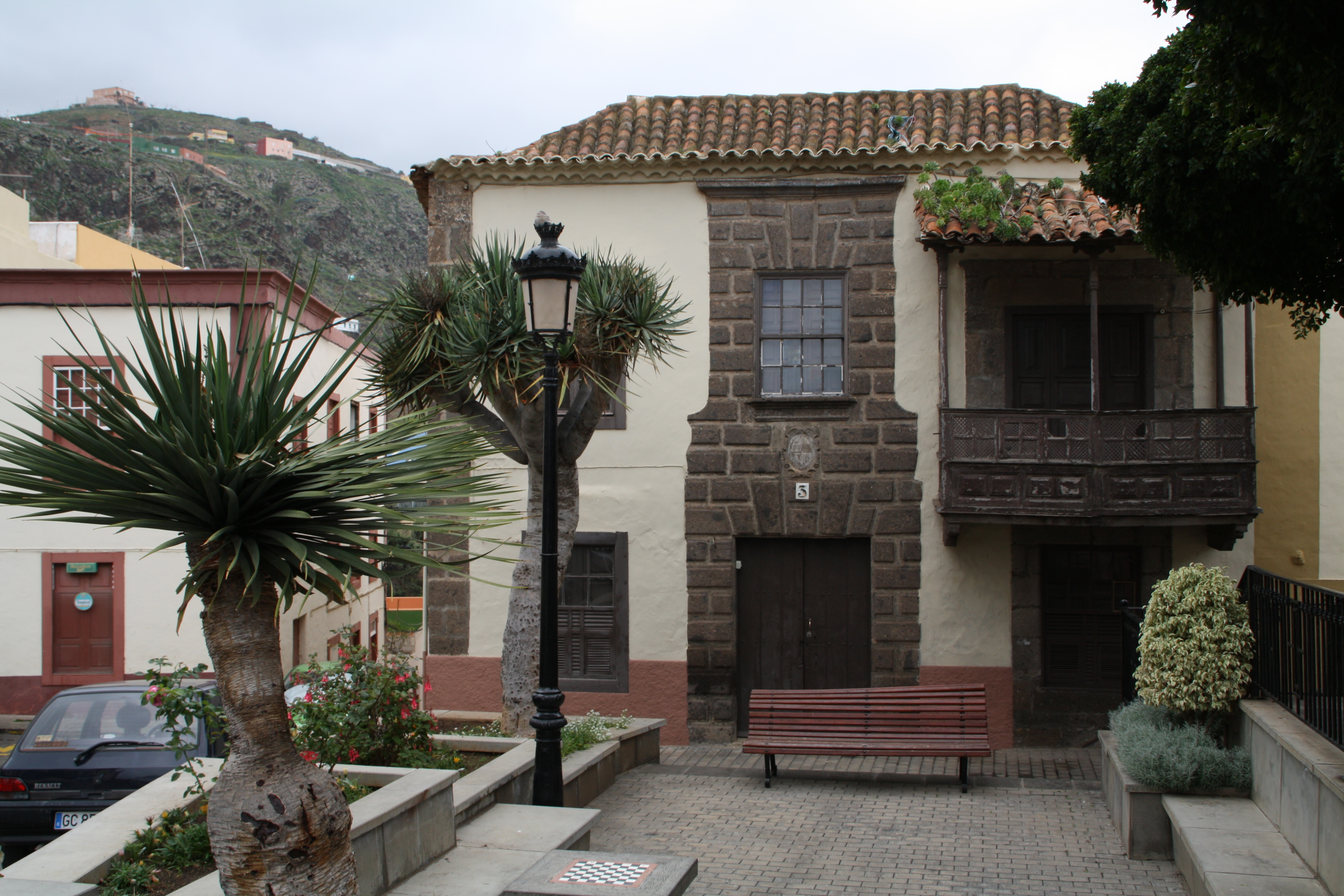
Die Casa Quintana mit Holzbalkon

Die Casa Quintana (deutsch Quintana-Haus) ist ein Gebäude in Guía de Gran Canaria auf der Kanarischen Insel Gran Canaria. Es befindet sich auf der Plaza Mayor und stammt aus dem 16. Jahrhundert. Es gibt einen hölzernen Balkon im Mudéjares-Stil mit den Wappen der Familien Guanarteme und Quintana.
Der kanarische Richter Simón Bonifacio Rodríguez y Rodríguez (1921–2012) verbrachte hier seine Kindheit. Auch der Priester José Rodríguez y Rodríguez (1912–2008) lebte hier.
Das Gebäude ist geschütztes Kulturgut, verfällt aber seit dem Auszug des letzten Bewohners 2017.